# Vidby
vidby (раніше DROTR Translator) — швейцарська компанія та сервіс автоматичного перекладу та дубляжу відео на більш ніж 70 мов. Система використовує алгоритми штучного інтелекту та машинного навчання. Сервіс був вперше представлений у 2013 році як додаток для Android та став першим у світі додатком, що перекладав дзвінки відео. У 2017 році DROTR став першим у світі месенджером з можливістю відправляти та отримувати голосові повідомлення з перекладом.
У 2021 році сервіс став називатися vidby та сфокусувався на автоматичному перекладі та дубляжі відео. Зокрема vidby використовувався для перекладу виступів Президента України Володимира Зеленського — було перекладено понад 70 виступів 30 мовами.

## Історія
Серпень 2011 — в Олександра Коновалова народилась ідея створити месенджер з синхронним голосовим перекладом.
04 травня 2013 — представлена перша версія додатку для Android, яка при активному дзвінку Skype розпізнавала мову на одному пристрої (смартфоні чи планшеті), перекладала та синтезувала її на другому. До основного пристрою був підключений зовнішній USB-мікрофон, який був сконструйований винахідниками. Програма вмикала драйвер USB-мікрофону, працювала на основі Google Voice та Microsoft Bing.
26 червня 2013 — у Google Play опублікований перший реліз програми, яка отримала назву Droid Translator for Skype. Droid Translator став першим в світі сервісом, що дозволяє здійснювати відео і голосові дзвінки з перекладом в реальному часі, являючи собою агрегатор чотирьох основних технологій — VoIP, розпізнавання і синтез мовлення, машинний переклад. Додаток працював на основі інтеграції зі Skype, який передавав відео та оригінал мови, Droid Translator здійснював голосовий синхронний переклад. Авторизація користувача здійснювалася за логіном Skype, був доступний чат з перекладом і без перекладу. Програма була безкоштовною, але вартість зовнішнього USB-мікрофона становила 7 доларів.
За 3 місяці додаток було завантажено більше 100 000 разів. Проект став учасником багатьох міжнародних IT-заходів — Paris Le Web (Франція), Russian Mobile Award (Росія), IDCEE, Інноваційний прорив (Україна).
Жовтень 2013 — опублікована нова версія додатку, яка дозволяла перекладати дзвінки Skype без додаткового девайсу. Почалася розробка нової версії додатку з власним вбудованим відео дзвінком для Android та iOS.
Лютий 2014 — створено акціонерне товариство DROTR AG (Швейцарія) спільно з інвестиційною компанією Rubinberg AG (Швейцарія).
Квітень 2014 — Droid Translator 2.0 став повністю самостійним VoIP сервісом з чатом з перекладом і без перекладу, голосовим викликом з перекладом «голос в голос» і відео дзвінком з перекладом «голос в голос» в реальному часі.
Травень 2014 — додаток отримав скорочену назву DROTR.
Листопад 2014 — вихід нової версії DROTR 3.0 для Android з вбудованим пошуком людей для спілкування. За даними CNN, у 2014 році додаток Droid завантажили 120 тисяч.
Травень 2015 — проект презентовано в Каліфорнійському університеті в Берклі (англ. The University of California, Berkeley).
Квітень 2015 — презентація DROTR 4.0 — весь функціонал додатку став повністю безкоштовним для спілкування між користувачами системи Android.
Листопад 2015 — фінальний реліз DROTR 4.0 (4.5.3): додані можливість налаштовувати видимість свого профілю в пошуку, відображення оригіналу і перекладу повідомлення, інфографічні підказки, функції "Поділитися", відправка фото і відео будь-яких розмірів без спотворень.
Квітень 2016 — додані функції блокування контактів, озвучування і голосового набору повідомлень, розширені можливості пошуку співрозмовників за різними параметрами — країна, мова, вік, стать. Якість перекладу покращено за рахунок впровадження функції перевірки правопису. Відео можливо програвати відразу в додатку.
Серпень 2016 — активація функції синхронного перекладу стала повністю автоматичною. Співрозмовники просто говорять як при звичайному дзвінку, розпізнавачі та перекладачі активуються без додаткових дій.
Вересень 2016 — на Swiss CRM Forum в Цюріху представлена нова унікальна функція «Конференція» — одночасний синхронний переклад промови спікера на 104 мови, а також груповий чат учасників події з миттєвим перекладом повідомлень.
Грудень 2016 — окрім кількох якісних оновлень основного додатку, команда представила користувачам два нових продукти — DROTR MeetUp [Архівовано 23 травня 2017 у Wayback Machine.] та DROTR SMS. DROTR Meetup — це перекладач розмов, який дозволяє спілкуватися віч-на-віч на 88 мовах, зберігаючи стенограму бесіди в зручному pdf-форматі. DROTR SMS  автоматично перекладає вхідні та вихідні SMS на 104 мови. Додаток буде виконувати переклад повідомлень з будь-яких пристроїв і телефонних номерів у світі. Функціонал включає також автовідповідач, індивідуальні налаштування інтерфейсу, секретні чати, швидкий і безпечний обмін файлами, координатами, контактами, подіями, автоматичне видалення повідомлень, блокування контактів, режим «Не турбувати», пошуковий запит в один клік та інтеграцію з календарем.
Січень 2017 — нова безкоштовна версія DROTR iOS опублікована в AppStore.
Квітень-травень 2017 — вихід DROTR 6.0, повне оновлення інтерфейсу та функціоналу додатка.
Жовтень 2017 — DROTR став першим у світі месенджером з можливістю відправляти та отримувати голосові повідомлення з перекладом.
Листопад 2017 — у нових релізах програми були додані функції відправки стікерів, а також автовідповідача.
Вересень 2021 — додаток DROTR став основою для створення програмного забезпечення, а також компанії vidby.com. vidby успадкувала досвід DROTR у мовленнєвих технологіях та алгоритми. Олександр Коновалов створив його разом з підприємцем Ойгеном фон Рубінбергом.
Сервіс в основному фокусується на b2b сектор. Точність перекладу Vidby згідно з BusinessInsider становить 99%.
2022 — vidby використовувався для перекладу виступів Президента України Володимира Зеленського. За даними МЗС України, було перекладено понад 70 виступів 30 мовами.

## Участь у виставках
- Півфіналіст Paris LeWeb [Архівовано 28 листопада 2017 у Wayback Machine.] у 2013 р., «Технології майбутнього десятиліття».
- Участь у IDCEE 2013 [Архівовано 7 травня 2014 у Wayback Machine.].
- Номінація Russian Mobile Awards 2013 — «Лучшее неигровое приложение».
- Головний переможець «Інноваційний прорив — 2013» [Архівовано 1 грудня 2017 у Wayback Machine.].
- Презентація функції «Conference» на Swiss CRM Forum [Архівовано 1 грудня 2017 у Wayback Machine.] у вересні 2016 р.